# Kleinauto- und Motorenwerke Koch & Co.

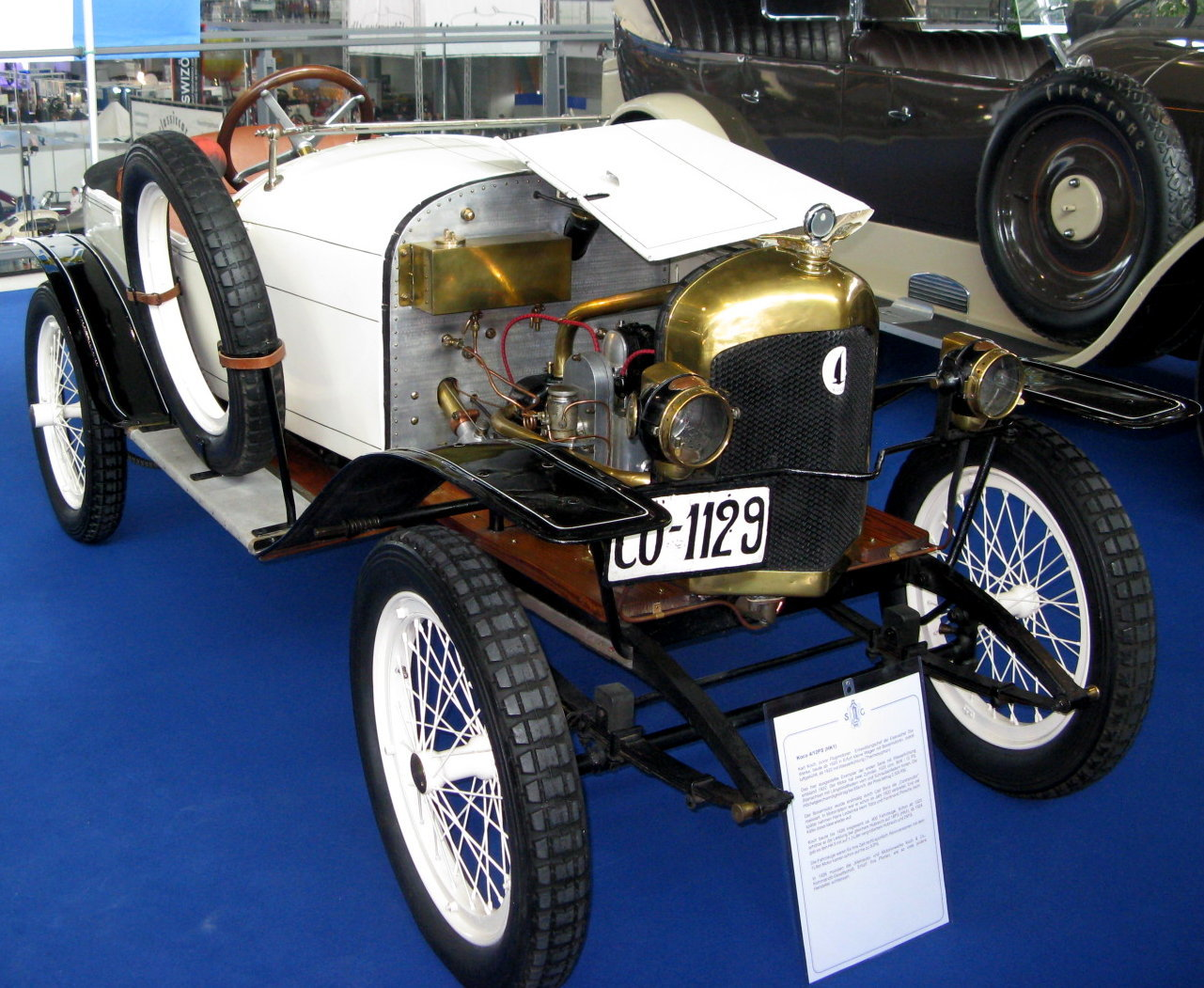
Koco von 1922

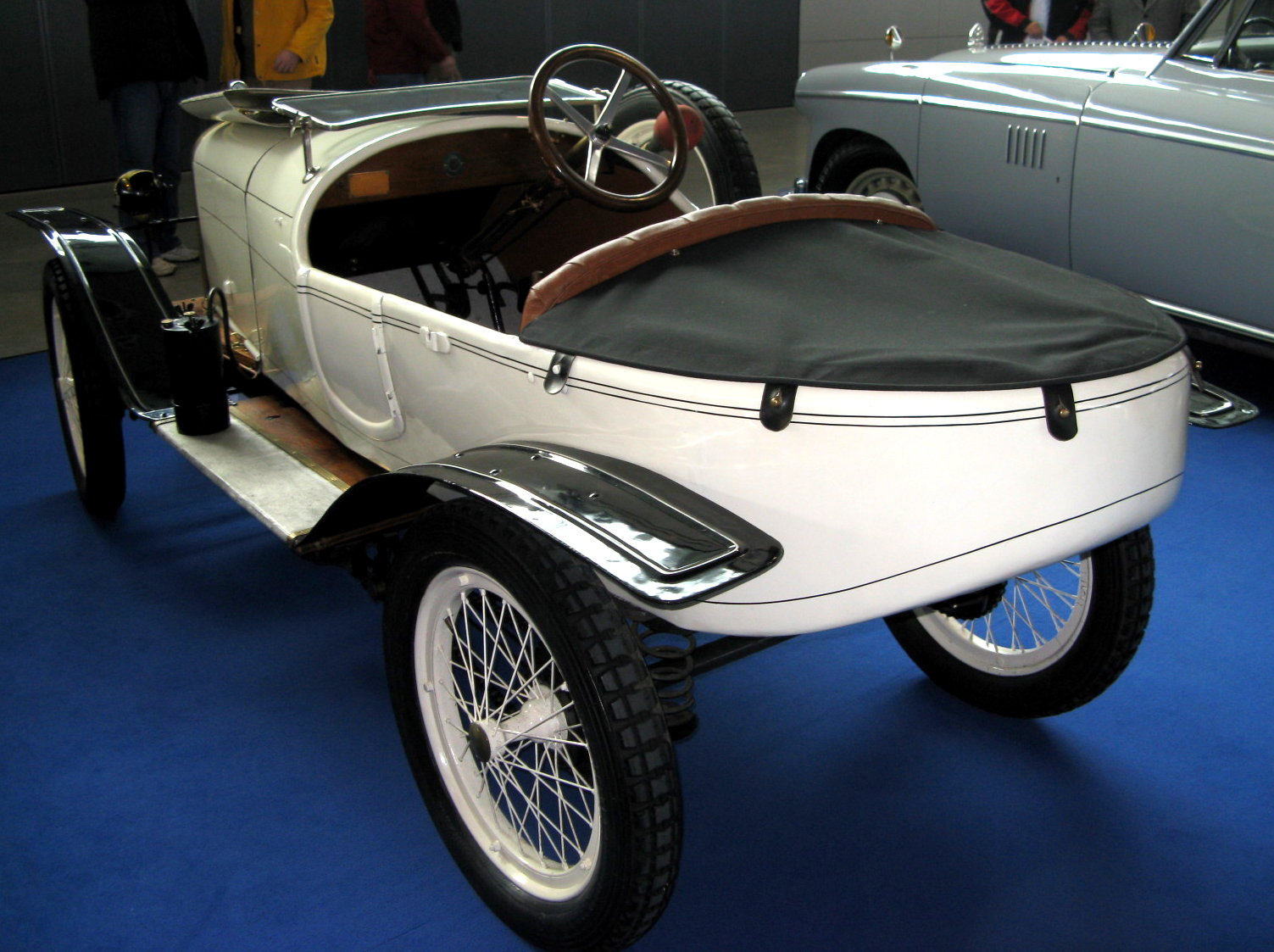
Heckansicht

Die Kleinauto- und Motorenwerke Koch & Co. war ein deutscher Motoren- und Automobilhersteller.

## Unternehmensgeschichte
Karl Koch gründete das Unternehmen in Erfurt. Eine Quelle nennt 1919 als Gründungsjahr. Eine andere gibt an, dass Koch 1920 zur Gründung Johannes Topf Kleinautobau aus Gotha übernahm. Ab 1920 wurden dort Automobile unter dem Namen Koco hergestellt. 
1923 kam es zum Konkurs. Nachfolger wurde Kocowerke GmbH Erfurter Kleinauto- und Motorenbau. Das Stammkapital betrug 4,25 Millionen Reichsmark. Gesellschafter waren Direktor Kocks, Frau Schmidt und Max Landsmann. Geschäftsführer waren Landsmann, Erwin Schmidt und Friedrich Wilhelm Otto. Carl Koch hatte Gesamtprokura. 1926 endete die Fahrzeugproduktion. 1930 wurde das Unternehmen aufgelöst.

## Fahrzeuge
1920 entstand ein zweisitziger sportlicher Kleinwagen mit 4/16-PS-Zweizylinder-Boxermotor. Die Motorkraft wurde über eine Kette an die differenziallose Hinterachse weitergeleitet.
Mindestens ein Fahrzeug nahm 1923 am Kleinautorennen auf der Berliner AVUS teil.
1925 kam ein größerer Wagen mit 6/24-PS-Vierzylindermotor dazu.
1926 verschwanden beide Wagen wieder vom Markt. Insgesamt entstanden etwa 800 Fahrzeuge.